# Bertin (motorfiets)
Bertin is een Frans historisch merk van lichte motorfietsen.
De bedrijfsnaam was: Moteurs Bertin, A. Bertin, Saint-Laurent-Blangy.
Moteurs Bertin begon in 1955 met de productie van lichte motorfietsjes met 49cc-tweetaktmotortjes. Het merk kon zich echter niet handhaven: in 1958 werd de productie beëindigd.